# سیارک ۴۰۰۲
سیارک ۴۰۰۲ (به انگلیسی: 4002 Shinagawa، نامگذاری:1950JB) چهار هزار و دومین سیارک کشف شده‌است که در ۱۴ مه ۱۹۵۰ و در هایدلبرگ کشف شد.
قدر مطلق سیارک برابر ۱۱٫۹۰ است.